# Гюндюз Альп
Гюндуз Альп або Гюндузальп (тур. Gündüz Alp, Gündüzalp) — син Ертогрула і старший брат засновника османської держави, Османа I.
В османських джерелах ім'я батька Ертогрула вказується по-різному. Ахмеді, Енвері та Караманли Мехмед Паша називали батьком Ертогрула Гюндуз Альпа, але це не так. Такі історики, як Аділь, Ашикпашазаде та Нешри, називали батьком Ертогрула Сулеймана Шаха.
Цієї ж версії дотримується і турецький серіал Kuruluş Osman, у якому Гюндуз Альпа показано як брата Османа I.